# 二香琴谱
《二香琴譜》，古琴譜，蔣文勛著，共十卷，清道光十三年鐫刻，封面上標示「梅花庵藏版」，故又被稱為《梅花庵琴譜》。

## 琴譜介紹
根據自序，蔣文勛師承韓桂及戴長庚。譜中共有三篇自序和蔣文勛給韓桂的祭文，並提到許多琴壇前輩和琴曲來源，其中他從韓桂學的十六曲中有十五曲為金陶的再傳，一曲為吳觀星所授，四曲得之文溥寰，另外兩曲得之冉性山。